# まじかる☆スイート☆マーメイド
『まじかる☆スイート☆マーメイド』は、水瀬いつる作の漫画作品。『ちゃお』（小学館）にて2004年7月号から同年9月号まで連載された。

## 概要
単行本はちゃおフラワーコミックスより発行。同単行本には読み切り「スクープ!マイ・プリンス」「あなたがあたしでいっぱいになる日」「揺れる恋乙女色」の3編も収録している。
とある南の島において怪我をした人魚が、人間に手当てをしてもらったことがきっかけで恋愛に進行するストーリーが綴られている。

## 登場人物
メイ
主人公。身長150cm。200歳。ふだんは人魚だが、かなたに出会い、助けてもらったことで人間になれる。水に入ると一時的に人魚に戻ることができる。かなたの手作りクッキーが好物。オーラの色で人間の善悪を判断することができる。
最終回で人間になり、かなたと結ばれた。
かなた
メイに善人のオーラを見極められた男の子。高校一年生。身長167cm。将来の夢は医者。また、医者である祖父も、メイに善人のオーラを見極められた人物である。
菊池 広樹（きくち ひろき）
かなたの幼馴染。身長175cm。東京在住。人魚マニアでメイや不老不死の源とされる人魚の涙を研究のネタにしようと執拗に追尾する典型的な自己中心的人物であり、メイから悪人のオーラを見極められている。
しかし最終回でメイが人間になり、メイの仲間だった人魚達も島を去ってしまったため、島の住民達から嘘つき呼ばわりされ、誰にも信じてもらえなくなった。